# Ioan Ludovic de Nassau-Hadamar

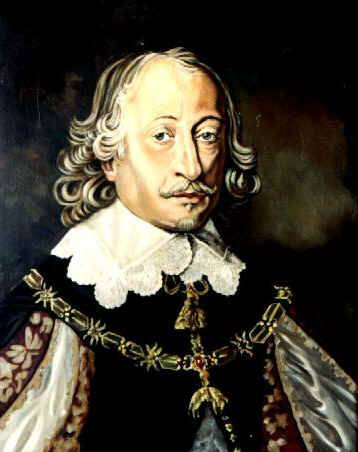
Prinţul Ioan Ludovic de Nassau-Hadamar

Prințul Ioan Ludovic de Nassau-Hadamar (n. 6 august 1590, Dillenburg, Ducatul Nassau, Germania – d. 10 martie 1653, Hadamar, Hessa, Germania) a fost unul dintre personalitățile cele mai însemnate din linia prinților Nassau-Hadamar.

## Înaintași
Ioan Ludovic a fost fiul contelui Ioan al VI-lea de Nassau-Dillenbur și celei de-a treia soții a acestuia, Johannetta de Sayn-Wittgenstein. După moartea tatălui la data de 8 octombrie 1606 comitatul de Nassau a fost împărțit la 31 martie 1607 între fii lui supraviețuitori.
Fiii din prima căsătorie cu Elisabeta, Landgräfin de Leuchtenberg (1537-1579) erau
- Wilhelm Ludovic (1560-1620), Statthalter de Frizia (Groningen)
- Ioan al VII-lea (1561-1623), conte de Nassau-Siegen
- George (1562-1623), conte de Nassau-Dillenburg
- Ernest Cazimir (1573-1632), conte de Nassau-Diez și regent în Frizia, Groningen și Drenthe un urmaș direct al casei regale de Orania.

Ioan Ludovic a fost fiul cel mai tânăr al contelui. El care provine din a treia căsătorie cu Johannetta de Sayn-Wittgenstein (1561-1622) va primi funcția tatălui și cetatea din Hadamar. Deoarece Ioan Ludovic nu era major la moartea tatălui său, atribuțiile ale au fost preluate de contele Johann von Sayn și de conții Adolf și Johann Albrecht zu Solms, care erau tutorii săi. Ioan Ludovic a fondat cea mai tânără linie Nassau-Hadamar.